# Flåm
Flåm è un villaggio norvegese di circa 500 abitanti, nella parte finale dell'Aurlandsfjord, una diramazione del Sognefjord.  Il villaggio è collocato nel comune di Aurland, nella contea di Vestland, in Norvegia. È toccato dalla strada europea E16.

## Origini del nome
Il toponimo Flåm compare nel 1340 come Flaam. Esso deriva dal dativo plurale della parola flá che significa "piana, ampio pezzo di terra", e si riferisce alle pianure alluvionali create dal fiume Flåm.

## Storia

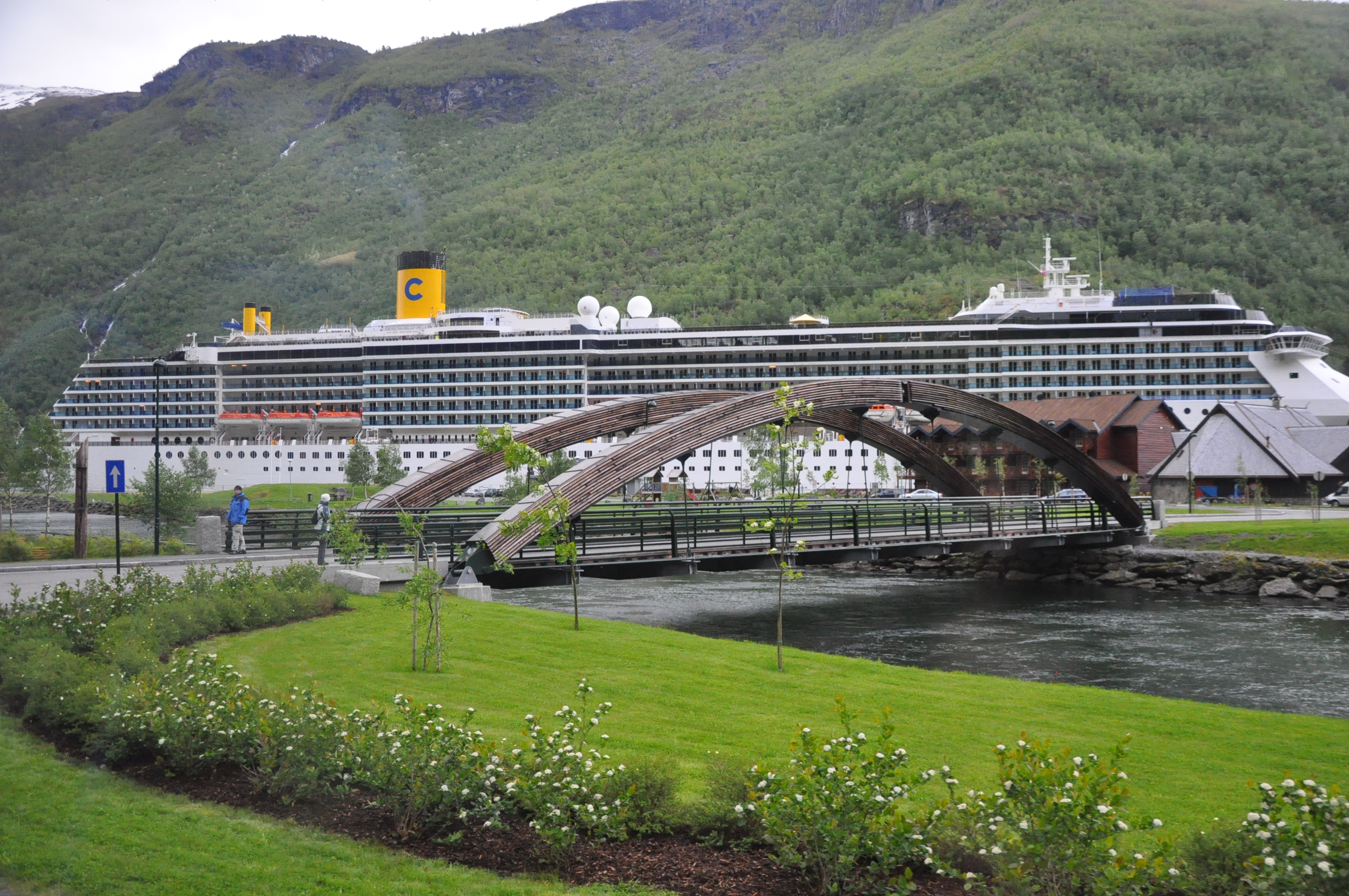
Il ponte di Flåm con una nave da crociera dietro.

Alla fine del XIX secolo, molte navi da crociera provenienti soprattutto da Regno Unito e Germania si spinsero fino a Flåm per motivi turistici. L'arrivo dei passeggeri delle navi diede il via alle operazioni per la costruzione di una rete di hotel. Dopo l'apertura della Ferrovia Oslo-Bergen nel 1909, Flåm divenne un importante snodo per i passeggeri e le comunicazioni, con collegamenti operanti sul fiordo. La Flåmsbana (completata nel 1940) segnò per sempre la storia di questo villaggio. Essa nacque quando, dopo l'apertura della Ferrovia Oslo-Bergen, si pensò di aprire una linea secondaria che collegasse le montagne al fiordo; tale linea era originariamente prevista per il trasporto di prodotti. Oggi, invece, la Flåmsbana trasporta prevalentemente turisti e soltanto raramente della merce. Dopo la costruzione di un nuovo porto, terminata nel 1999, il traffico navale nel fiordo è aumentato fino al numero record di 134 navi da crociera nel 2008.

## Geologia
La vallata di Flåm si è formata per opera dello spesso strato di ghiaccio che è rimasto in questa zona per milioni di anni: l'erosione del ghiacciaio ha fatto sprofondare il terreno, creando le profonde ed ampie vallate che ogni anno attirano un gran numero di turisti.

## Popolazione
Nel 1960 la popolazione di Flåm era composta per la maggior parte da contadini, mentre oggi gli abitanti sono maggiormente impiegati nell'industria del turismo o nelle ferrovie. Gli abitanti del villaggio oggi sono 450, mentre quelli del comune di Aurland (del quale Flåm fa parte) ammontano a 1.803.

## Infrastrutture e trasporti
Il villaggio di Flåm è un'importante meta turistica fin dalla fine del XIX secolo. Ogni anno conta circa 450.000 visitatori. La maggior parte di essi viene a Flåm per percorrere la Flåmsbana, la linea ferroviaria definita la più ripida d'Europa, pendenza 55 per mille(in realtà terza dopo la Boppard-Bucholz in Germania, valle del Reno, al 61 per mille e la ferrovia della Valle dell'Inferno in Selva Nera, Germania al 57 per mille) che collega Flåm e Myrdal, attraverso un percorso di circa 20 chilometri con tratti spettacolari anche a forma di spirale.

## Galleria d'immagini

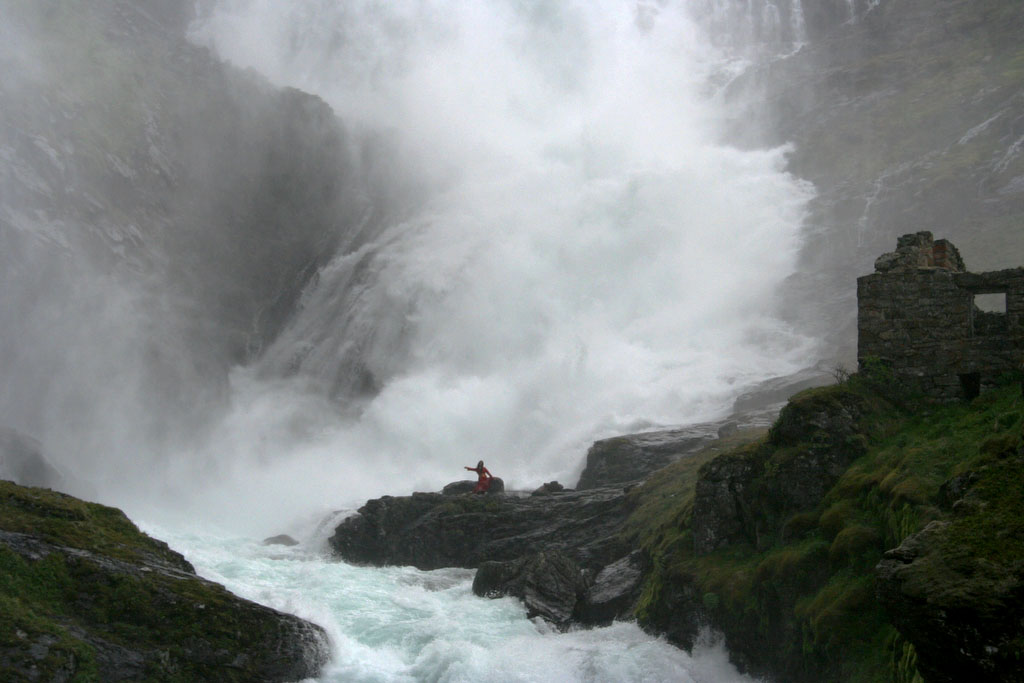
Le cascate Kjosfoss sul percorso della Flåmsbana, la linea ferroviaria che porta da Flåm a Myrdal
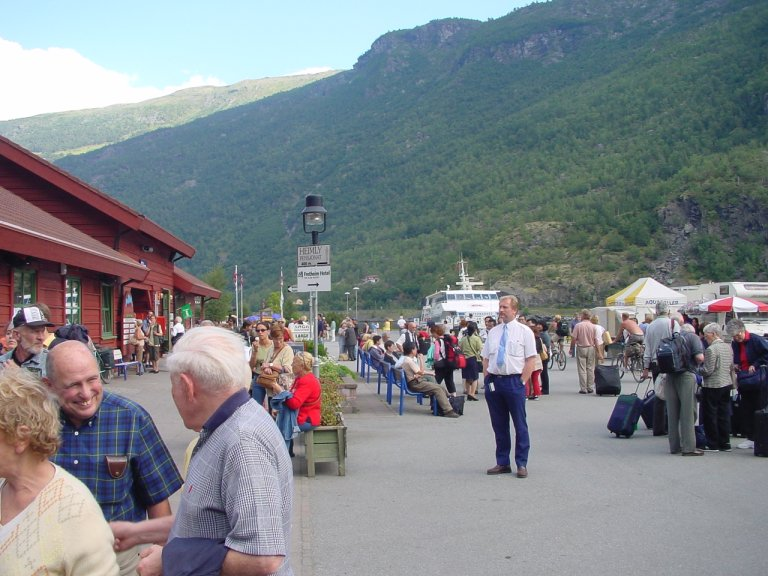
Turisti alla stazione ferroviaria di Flåm
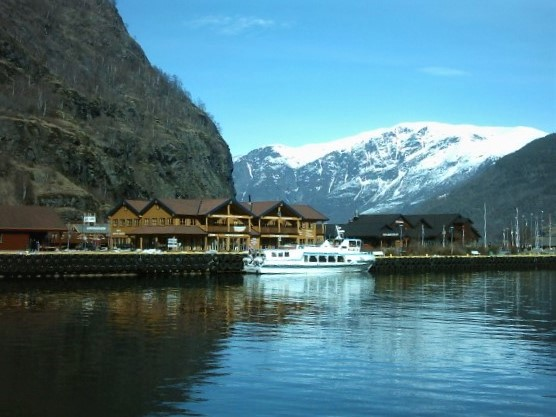
Il porto di Flåm
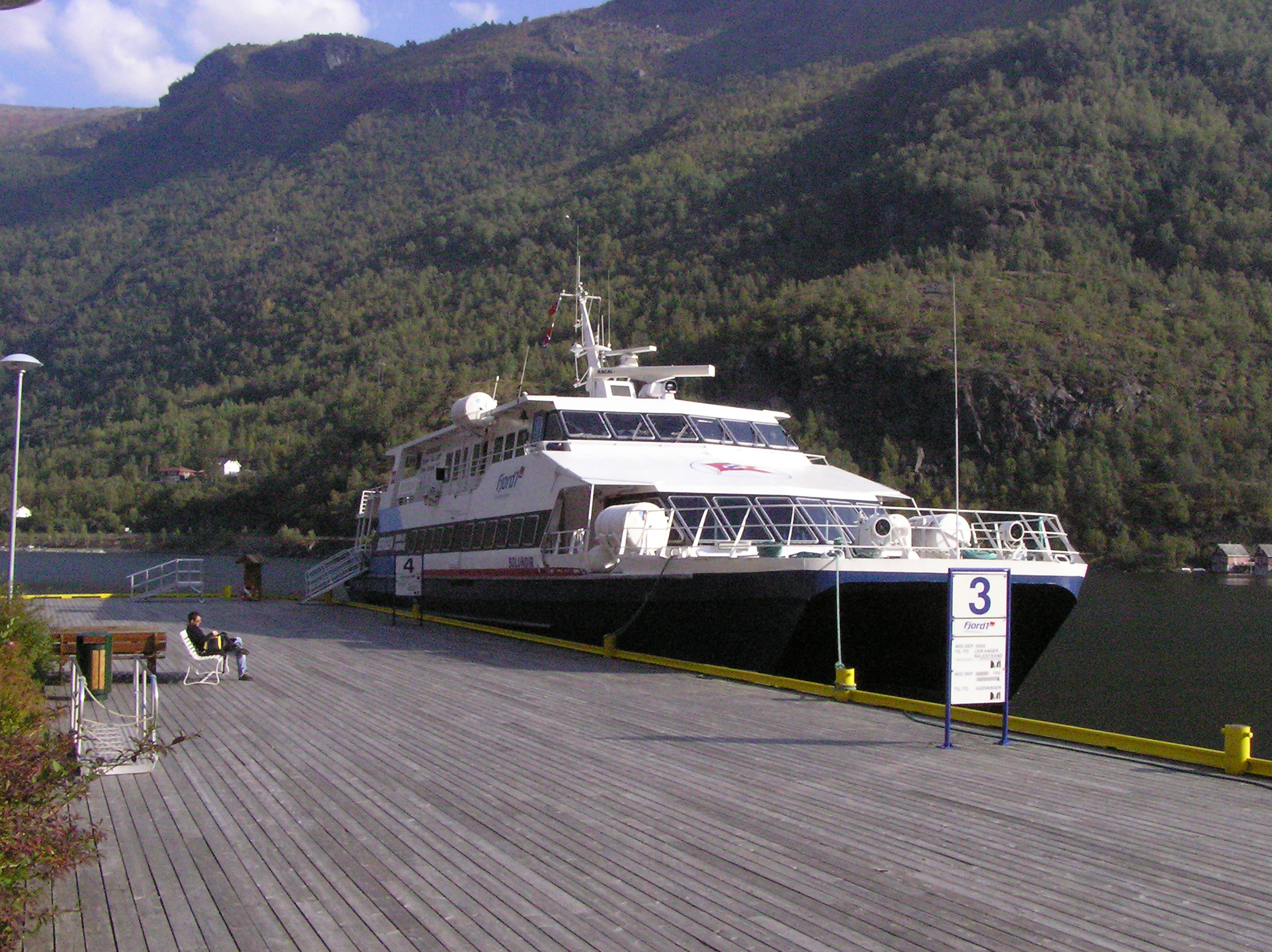
Un traghetto
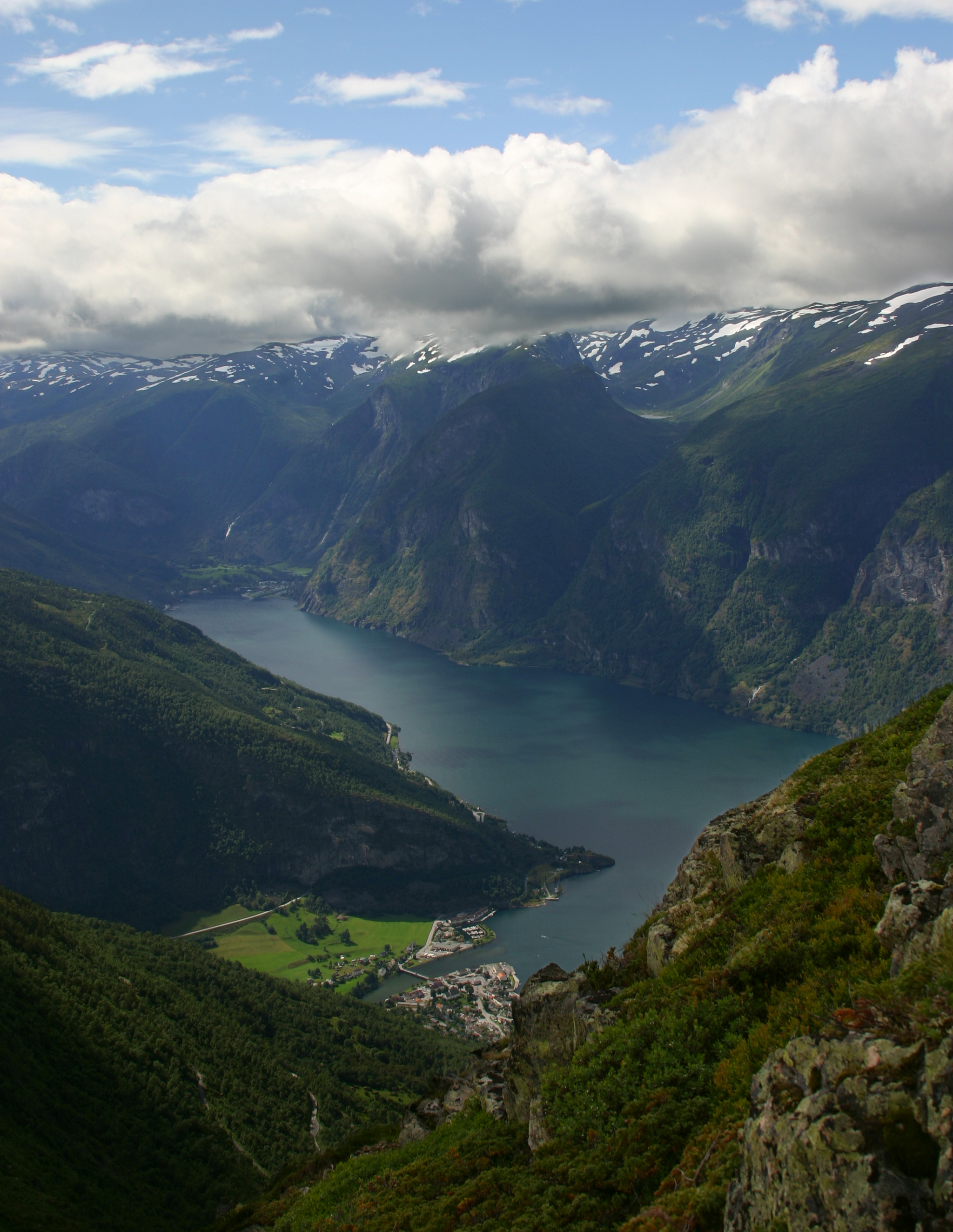
Una veduta particolare dell'Aurlandsjord presso Flåm
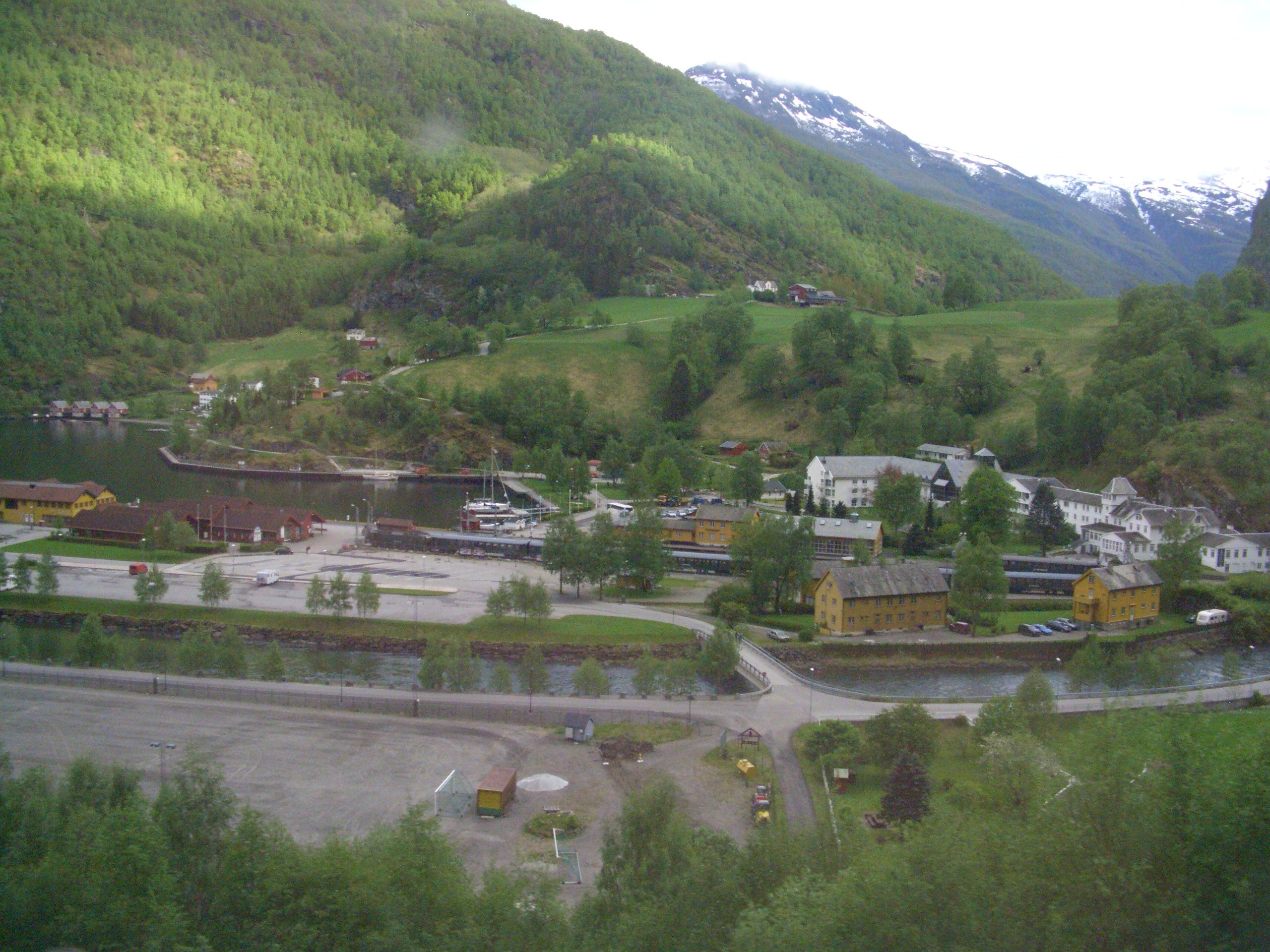
Una veduta da Flåm
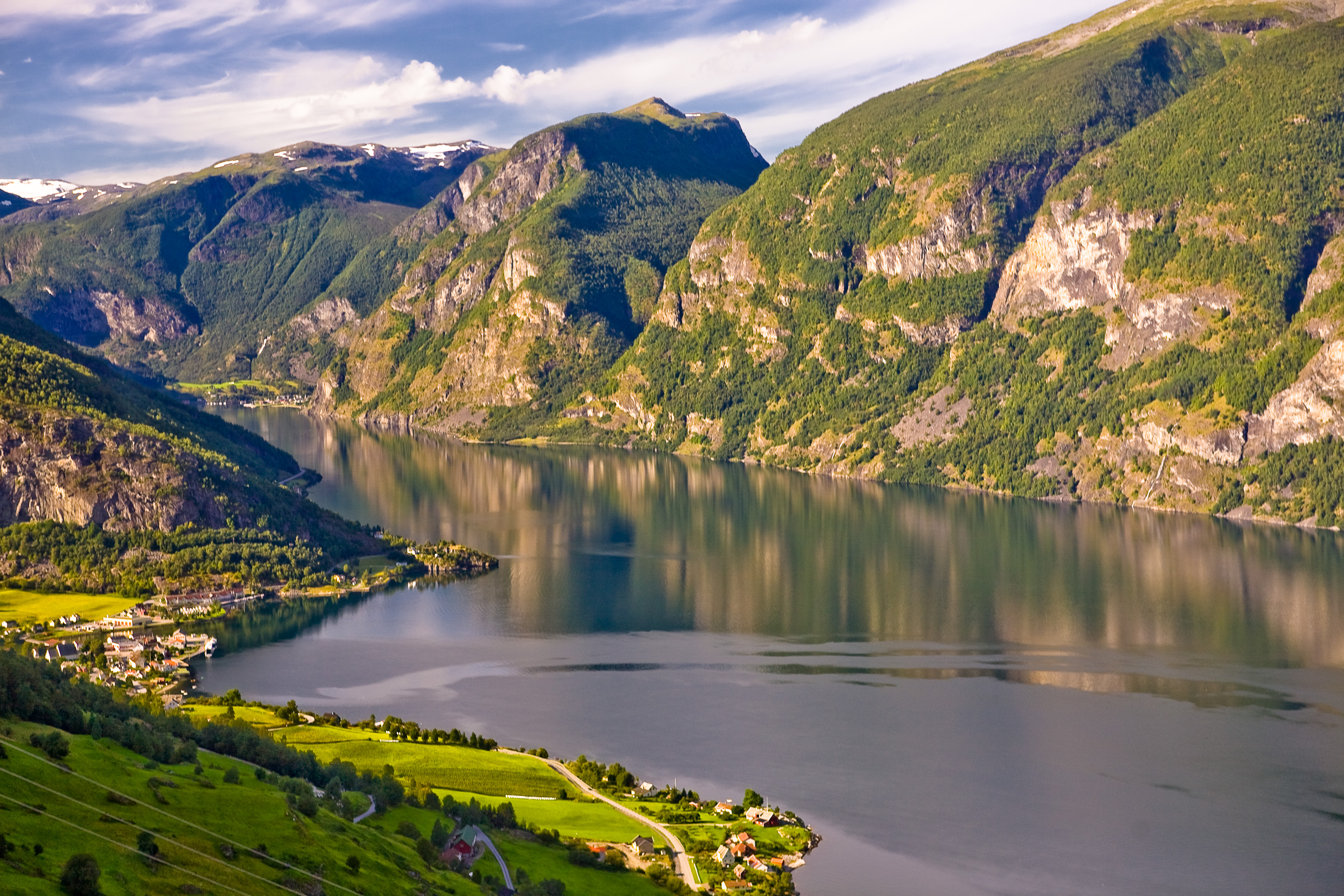
L'Aurlandsfjord e Flåm
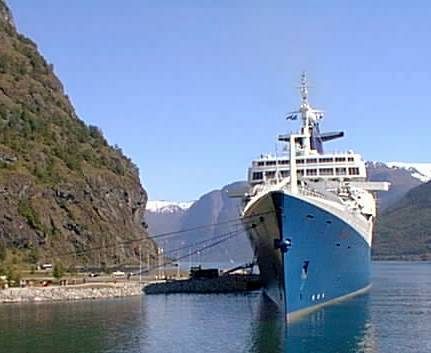
Il transatlantico France a Flåm
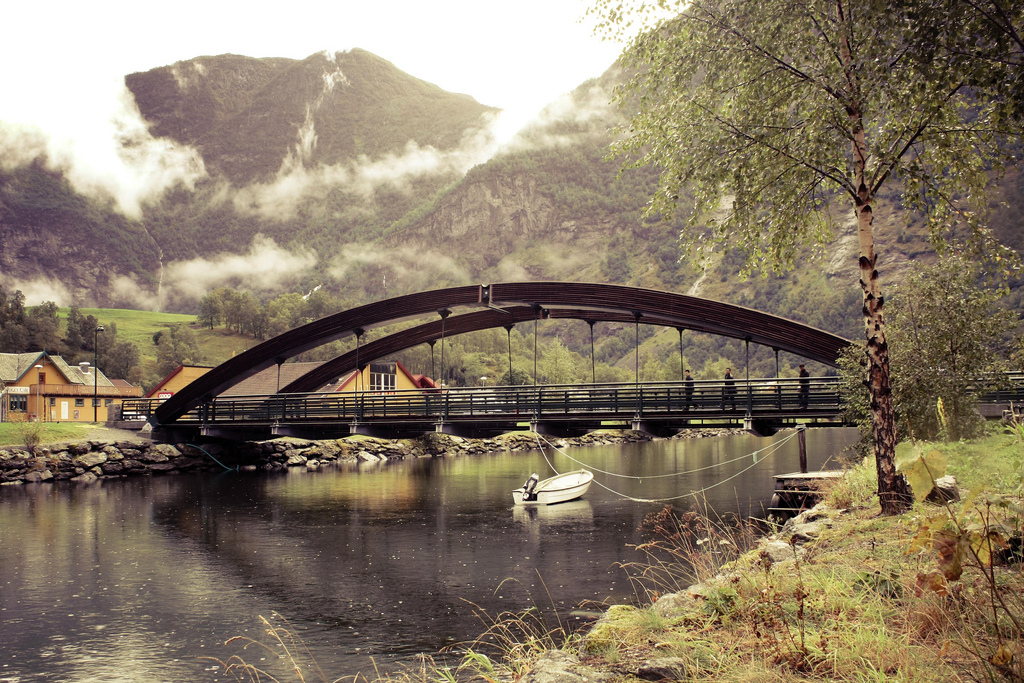
Il ponte di Flåm